# Ernst Krüger
Ernst Krüger (ur. 12 lutego 1906, zm. 1 lipca 1981) – SS-Obersturmführer, komendant Obozu przesiedleńczego (niem. Umsiedlungslager) przy ul. Hutora 32 w okupowanej Łodzi (Litzmannstadt). Zastąpił na tym stanowisku dotychczasowego komendanta SS-Untersturmfuhrera Ludwiga Witthinricha.

## Życiorys
- Numer NSDAP 716 316. SS-Untersturmführer - awans w dniu 20.04.1935 r. Nr SS 30 946[3].